# 米崎町 (陸前高田市)
米崎町（よねさきちょう）とは、岩手県陸前高田市の地名。郵便番号は029-2206。住民基本台帳によると2021年9月30日の住民は2,920人、世帯数は1,138世帯である。

## 地理

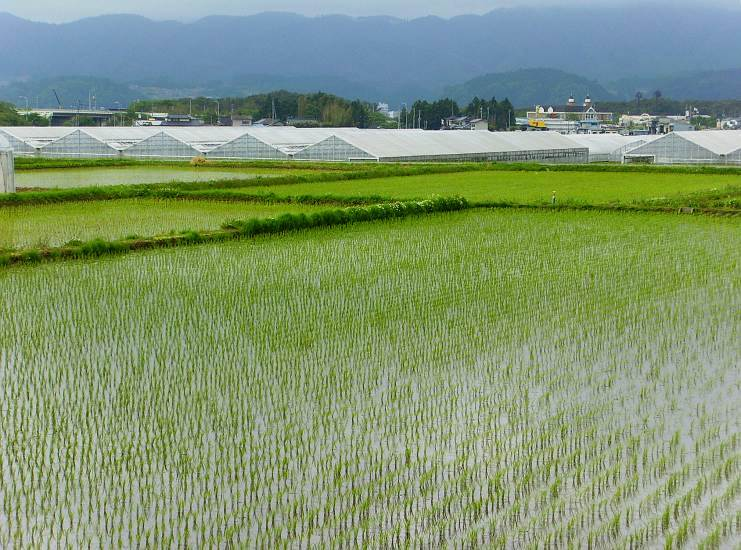
米崎町の水田地帯の様子。

北で大船渡市猪川と、東で大船渡市大船渡町や大船渡市末崎と、南東で小友町と、西で高田町と接し、南にて広田湾に面する。
集落は散在しているが、松峰に陸前高田市内最大規模の住宅団地である松峰住宅団地が所在する。
また、米崎町は農漁業地域である。農業では、明治時代から特産物として米崎りんごがある。これは米崎町が傾斜地の多いことから水はけが良く、日照時間が長いためである。2015年（平成27年）時点では、米崎町の樹園地のある農家数は85戸（陸前高田市全体では116戸）、面積は43ha（陸前高田市全体では55戸）と陸前高田市内でも特出して、樹園地が多いことが窺える。漁業は小型定置網の他に様々な種類の海産物の養殖を行っている。

### 河川
- 浜田川[8]

### 山
- 水上山（874.7m）[8]
- 箱根山（464.8m）[8]

### 小字
域内の小字は以下の通りである。
- 神田
- 川内
- 川崎
- 川西
- 川向
- 佐野
- 地竹沢
- 高畑
- 館
- 樋の口
- 堂の前
- 中島
- 中田
- 西風道（ならいみち）[9]
- 西之沢
- 糠塚沢
- 沼田
- 野沢
- 松峰
- 道の上
- 和方
- 脇の沢
- 和野

## 施設

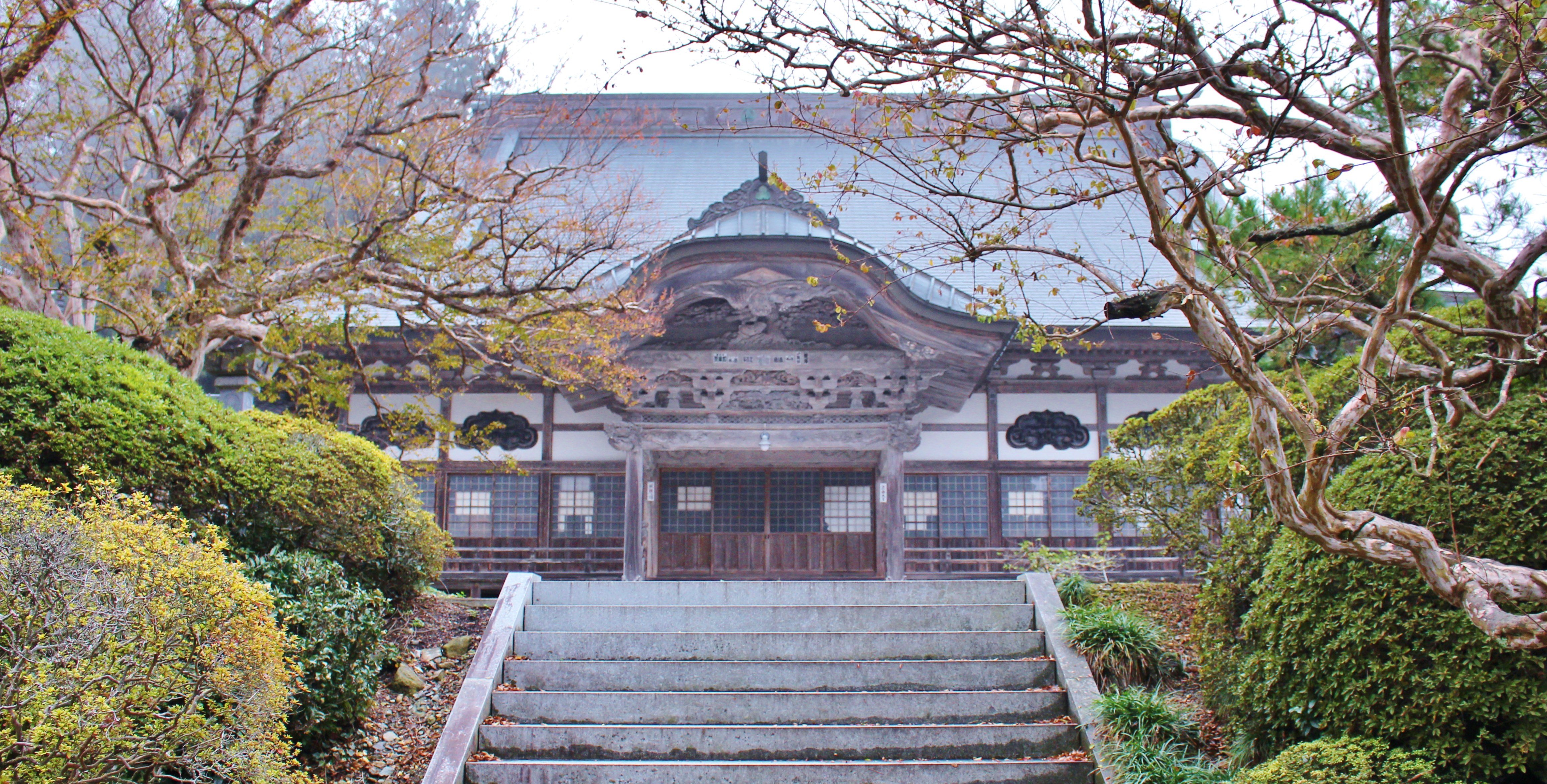
普門寺の外観。

- 米崎郵便局[7][10]
- 米崎保育園[7]
- 陸前高田市米崎小学校[7][11][12]
- 陸前高田市立高田東中学校[7][12]
- 陸前高田グローバルキャンパス[13]
- 陸前高田市総合営農業指導センター[7]
- 大船渡市農業協同組合高田支店[7]
- 米崎地区コミュニティセンター[7]
- 脇ノ沢漁港（第1種漁港）[14]
- 米ヶ崎城
- 松峯神社
- 一起館
- 曹洞宗海岸山普門寺
- 通岡IC

## 交通

### 鉄道
2020年まで、JR大船渡線の脇ノ沢駅が所在していたが、現在は存在せず、代わりにBRTの停留所（後述）が存在する。
なお、最寄駅は盛駅（三陸鉄道リアス線、岩手開発鉄道赤崎線・日頃市線）などが挙げられる。

### 道路
- 三陸沿岸道路
- 国道45号
- 岩手県道38号大船渡広田陸前高田線
- 岩手県道141号陸前高田停車場線

### バス
- 大船渡線BRT
  - 脇ノ沢駅
- 市内路線バス
  - 広田線[16][17]
  - 高田米崎循環線[17][18]
- たかたコミュニティバス
  - 米崎循環線[17][19]
- 岩手県交通
  - 一ノ関大船渡線・一ノ関気仙沼線[20]
  - 高田線（細浦経由）[20]
  - 陸前高田線[17]
  - 生出線[17]

## 統計

### 人口
住民基本台帳によると2021年9月30時点での米崎町の人口は以下の通りである。
|        | 世帯数    | 男      | 女      | 計      |
| ------ | --------- | ------- | ------- | ------- |
| 日本人 | 1,136世帯 | 1,418人 | 1,492人 | 2,910人 |
| 外国人 | 2世帯     | 3人     | 7人     | 10人    |
| 合計   | 1,138世帯 | 1,421人 | 1,499人 | 2,920人 |

### 労働
2015年10月1日時点での米崎町の15歳以上の産業別労働者人口は以下の通りである（なお、単位は人）。

#### 第一次産業
| 就業者人口 | 農業  | 林業 | 漁業 |
| ---------- | ----- | ---- | ---- |
| 総合       | 155人 | 5人  | 42人 |
| 男         | 83人  | 4人  | 29人 |
| 女         | 72人  | 1人  | 13人 |

#### 第二次産業
| 就業者人口 | 鉱業 採石業 砂利採取業 | 建設業 | 製造業 |
| ---------- | ---------------------- | ------ | ------ |
| 総合       | 0人                    | 330人  | 181人  |
| 男         | 0人                    | 301人  | 96人   |
| 女         | 0人                    | 29人   | 85人   |

#### 第三次産業
| 就業者人口 | 水道 電気 ガス | 情報通信 | 運輸 郵便 | 小売 卸売 | 金融 保険 | 不動産 物販賃貸 | 学術研究 専門サービス 技術サービス | 宿泊 飲食サービス | 生活関連サービス 娯楽 | 教育 学習支援 | 医療 福祉 | 複合サービス | サービス | 公務 | その他 |
| ---------- | -------------- | -------- | --------- | --------- | --------- | --------------- | ---------------------------------- | ----------------- | --------------------- | ------------- | --------- | ------------ | -------- | ---- | ------ |
| 総合       | 3人            | 5人      | 58人      | 214人     | 21人      | 8人             | 35人                               | 79人              | 36人                  | 64人          | 208人     | 24人         | 76人     | 65人 | 1人    |
| 男         | 3人            | 4人      | 55人      | 101人     | 6人       | 4人             | 21人                               | 22人              | 16人                  | 25人          | 56人      | 18人         | 46人     | 42人 | 1人    |
| 女         | 0人            | 1人      | 3人       | 113人     | 15人      | 4人             | 14人                               | 57人              | 20人                  | 39人          | 152人     | 6人          | 30人     | 23人 | 0人    |

## 東日本大震災
米崎町での東日本大震災の犠牲者は86人で域内の字館が16.4m浸水し、字高畑に所在する一等三角点は58cmの地盤沈下が確認された。

### 域内各地の様子
- 陸前高田市立米崎中学校
  - 東北地方太平洋沖地震が発生した3月11日当日は卒業式の準備や掃除を行っており、地震が発生すると、ひとまず校庭へと集合したが、津波が防潮堤を越えたことを確認したため、裏山へと避難した[22]。
  - その後、校庭へと一旦戻ったが、時刻は午後5時を過ぎ、気温が氷点下3度から5度と冷え込みはじめたため、体育館へと移動し、灯油式ストーブ4台と灯油200Lを用いて、暖房とした[22]。
  - 食料はPTAに要請をして、100kg以上の米を集め、炊き出しを行い、避難者におにぎりを提供した。電力は発電機と車から調達したガソリンを用いて調達した[22]。
  - 3月12日、体育館に亀裂を確認したため、これ以上は避難所としての機能を果たせないと判断し、避難者は米崎小学校と神田公民館へと移動した。なお、体育館は岩手県警察へと引き渡し、遺体安置所として使用されることになった[22]。
  - なお、生徒は全員無事であった[23]。
- 陸前高田市立米崎小学校
  - 全学年の生徒が学校にいる中、地震が発生し、生徒らは机の下に隠れ、戸を開けて、避難経路を確保した[22]。事前に作成されていたマニュアルには「地震がおさまってから避難する」という旨が記載されていたが、揺れが長かったため、副校長と用務員が生徒に校庭へ避難するように指示した[22]。
  - 防災行政無線で「防潮堤を越えた」と聞こえ、海の方面で水しぶきを確認したため、1kmほど北上し、岩根会館へと避難した[22]。
  - 翌日、避難者が米崎小学校に集まり始めたため、小学校の体育館と一部の教室を開放し、自治体が運営する形で避難所として運用された[22]。
- 米崎地区コミュニティセンター
  - 震災が発生した当日、米崎地区本部と避難所が開設され、米崎町内の避難所である米崎小学校と米崎中学校の状況を把握しながら、約150人の避難者を受け入れた[22]。
  - 近隣の自主防災会が毛布やストーブ、カップ麺を備蓄していたため、分け与え食べた[22]。
  - 翌日になると、岩手県立高田病院の職員を受け入れて、一部を県立高田病院救護所として開設し、救護所を併設した米崎地区本部は各避難所の巡回や支援物資の仕分け、配給を行った[22]。
- 米崎保育園
  - 地震が発生した時、児童は昼寝の時間であった。地震が発生し、庭へと移動したが、防災行政無線から津波の襲来を聞き、上浜田構造改善センターへと逃れた。しかし、建物は地震による倒壊の可能性を孕んでいたため、より高台にある岩根会館へと移動し、最終的に民家の離れを借りて宿泊した[22]。

### 被害統計
2012年11月30日時点の米崎町の世代・男女別の犠牲者・死亡率は以下の通りである。
| 世代と性別 | 死者 | 死亡率 | 当時の人口 |
| ---------- | ---- | ------ | ---------- |
| 男性       | 39   | 3.12%  | 1,289      |
| 女性       | 47   | 3.03%  | 1,465      |
| 15歳未満   | 3    | 3.21%  | 370        |
| 15 - 64歳  | 45   | 0.81%  | 1,485      |
| 65歳以上   | 38   | 3.03%  | 899        |
| 合計       | 86   | 4.23%  | 2,754      |

建物の被害は以下の通りである（一部数値を四捨五入し、また、住民票を移さずに被災した世帯も統計に含まれているために被害割合が100%を超過する場合がある）。
|          |          | 全壊  | 大規模半壊 | 半壊 | 一部損壊 | 合計   |
| -------- | -------- | ----- | ---------- | ---- | -------- | ------ |
| 世帯数   | 津波被害 | 303   | 11         | 14   | 6        | 334    |
| 世帯数   | 地震被害 | 4     | 0          | 6    | 594      | 604    |
| 世帯数   | 合計     | 307   | 11         | 20   | 600      | 938    |
| 被害割合 | 津波被害 | 32.3% | 1.2%       | 1.5% | 0.6%     | 35.6%  |
| 被害割合 | 地震被害 | 0.4%  | 0.0%       | 0.6% | 63.4%    | 64.5%  |
| 被害割合 | 合計     | 32.8% | 1.2%       | 2.1% | 64.0%    | 100.1% |

## 文化財
米崎町内の文化財は以下の通りである。
| 名称                 | 指定   | 区分       | 指定年月日    | 備考 |
| -------------------- | ------ | ---------- | ------------- | --- |
| 普門寺三重塔         | 県指定 | 有形文化財 | 1975年3月4日  | 三重塔は1809年に建立され、古くはないが、岩手県内では唯一の塔婆建築であるため、文化財としての価値は大いにあるとされる。 |
| 普門寺のサルスベリ   | 県指定 | 天然記念物 | 1981年12月4日 | 樹齢は約300年とされ、県内最大樹である。                                                                                |
| 絹本著色愛染明王画像 | 県指定 | 有形文化財 | 1974年2月15日 | 室町時代に作成され、縦は184cm、横は98cmである。                                                                        |
| 木造伝聖観音菩薩坐像 | 県指定 | 有形文化財 | 1974年2月15日 | 像高は55.1cmである。                                                                                                   |